# Barkovljanka
Barkovljanka (italijansko Barcolana) ali Jesenski pokal je tradicionalna evropska regata, ki poteka od leta 1969 v organizaciji Jadralnega društva za Barkovlje in Grljan (Società Velica di Barcola e Grignano) iz Trsta. Vsakoletna regata poteka drugo nedeljo v oktobru v Tržaškem zalivu in je z 2.689 sodelujočimi jadrnicami (leta 2018) dosegla rekord najbolj množične regate na svetu. Imenuje se po tržaški četrti Barkovlje (italijansko Barcola), nekdaj slovenski ribiški vasici.

## Regata
Regata poteka po štiristranem regatnem polju s fiksnimi bojami izmed katerih je ena simbolično v slovenskih vodah. Skupna dolžina regatnega polja znaša 16 NM.
Sodelujejo lahko vse vrste enotrupnih jadrnic dolžine najmanj 6 metrov (19 čevljev in 9 palcev). To je privedlo do tega, da je Barkolana ena najbolj pestrih regat v Mediteranu, ko so začetniki in jadralski navdušenci na skupni štartni liniji s profesionalnimi jadralci z jadrnicami, ki presegajo dolžino 100 čevljev.

## Zgodovina
V prvih 20 letih so bili zmagovalci večinoma jadralci iz lokalnih klubov, kasneje pa je regata postajala vedno bolj mednarodna ob sodelovanju jadralcev iz vseh koncev sveta, nenazadnje celo Avstralci, pri čemer prednjačijo Slovenci in Hrvati. Med najbolj znanimi skiperji so na regati sodelovali npr. Neville Crichton, Mitja Kosmina in Lorenzo Bressani.
Na prvi regati leta 1969 je sodelovalo le 51 jadrnic kar je bilo za tiste čase veliko glede na celotno število jadrnic v Trstu v tistem času. V prvem desetletju je boj za pokal potekal med tržaškimi klubi kot so Società Triestina della Vela, Yacht Club Adriaco in organizatorjem Società Velica di Barcola e Grignano. Prva neitalijanska zmaga je leta 1980 pripadla jadrnici Rupe iz Münchna, kar je regati prineslo mednarodno pozornost.
Od leta 1995 do 1997 je regato zmagal bivši koprski župan Janko Kosmina  z jadrnico Gaia Legend. Zaporedna triletna zmaga je še danes veljaven rekord. V Barkolani 2009 je bil prvi na cilju njegov sin Mitja Kosmina z jadrnico Maxi Jena. Leta 2010 in 2011 je pobral zmago Goričan Igor Simčič na Esimit Europa 2. Ista jadrnica je naslednji dve leti zmagala z jadralcem Jochenom Schümannom.

## Seznam zmagovalcev
| #                | Leto | Veter        | Jadrnica               | Skiper              | Klub                                 | Št. jadrnic |
| ---------------- | ---- | ------------ | ---------------------- | ------------------- | ------------------------------------ | ----------- |
| 1.               | 1969 | lebič        | Betelgeuse             | Piero Napp          | Società Triestina della Vela         | 51          |
| 2.               | 1970 | spremenljiv  | Marie                  | Giusto Pesle        | Yacht Club Adriaco                   | 63          |
| 3.               | 1971 | lebič        | Carla                  | Giovanni Sigovich   | Yachting Club Torri                  | 60          |
| 4.               | 1972 | burja        | Sandra                 | Toffaloni           | Yacht Club Adriaco                   | 70          |
| 5.               | 1973 | oštro        | Vento di mare          | Rizzi               | Società Triestina della Vela         | 83          |
| 6.               | 1974 | burja        | Kaiten                 | Zalukar             | Società Velica di Barcola e Grignano | 100         |
| 7.               | 1975 | burja        | El Raguseo             | Colonna             | Società Triestina della Vela         | 127         |
| 8.               | 1976 | levante      | El Raguseo             | Colonna             | Società Triestina della Vela         | 120         |
| 9.               | 1977 | jugo         | Papillon               | Drioli              | Yacht Club Adriaco                   | 179         |
| 10.              | 1978 | burja        | El Cid                 | Bartoli-Zago        | Società Triestina della Vela         | 230         |
| 11.              | 1979 | burja        | El Cid                 | Bartoli-Zago        | Società Triestina della Vela         | 290         |
| 12.              | 1980 | burja        | Rupe                   | Hoffmeister-Stadler | YC München                           | 351         |
| 13.              | 1981 | lebič        | White Shadow           | Drioli              | Società Velica di Barcola e Grignano | 400         |
| 14.              | 1982 | maestral     | Condor                 | Battiston           | Yacht Club Lignano                   | 400         |
| 15.              | 1983 | maestral     | White Shadow           | Drioli              | Società Velica di Barcola e Grignano | 596         |
| 16.              | 1984 | levante      | Condornonsisamai       | Becchetti           | Yacht Club Lignano                   | 537         |
| 17.              | 1985 | burja        | Blue Eyed Princess     | Bardelli            | Società Velica di Barcola e Grignano | 602         |
| 18.              | 1986 | burja        | La Fenice di Venezia   | Venerucci           | Circolo Nautico Chioggia             | 639         |
| 19.              | 1987 | levante      | Il Moro di Venezia     | Ferruzzi-Nava       | Circolo Velico Ravennate             | 673         |
| 20.              | 1988 | ponente      | Uragan                 | Battiston           | Yacht Club Lignano                   | 699         |
| 21.              | 1989 | burja        | Il Moro di Venezia 2   | Ferruzzi-Nava       | Circolo Velico Ravennate             | 882         |
| 22.              | 1990 | brezvetrje   | Fanatic                | Zizala-Battiston    | Yacht Club Lignano                   | 846         |
| 23.              | 1991 | jugo         | Satanasso Calbre       | Gaburri-Poli        | Associazione Nautica Sebino          | 893         |
| 24.              | 1992 | burja        | Il Moro di Venezia     | Ferruzzi-Chieffi    | Yacht Club Italiano                  | 962         |
| 25.              | 1993 | maestral     | Fanatic                | Zizala-Battiston    | Yacht Club Lignano                   | 1025        |
| 26.              | 1994 | maestral     | Fanatic                | Zizala-Puh          | Yacht Club Lignano                   | 1289        |
| 27.              | 1995 | levante      | Gaia Legend            | Mitja Kosmina       | Yacht Club Jadro Koper               | 1305        |
| 28.              | 1996 | ponente      | Gaia Legend            | Mitja Kosmina       | Yacht Club Jadro Koper               | 1442        |
| 29.              | 1997 | oštro        | Gaia Legend            | Mitja Kosmina       | Yacht Club Jadro Koper               | 1482        |
| 30.              | 1998 | ponente      | Riviera di Rimini      | Benvenuti-Cian      | Circolo Velico Rimini                | 1589        |
| 31.              | 1999 | brezvetrje   | @DRIACOM               | Cilenti             | Circolo della Vela Padova            | 1864        |
| 32.              | 2000 | burja        | @DRIACOM               | Cilenti             | Circolo della Vela Padova            | 1795        |
| 33.              | 2001 | burja        | Cometa                 | Pfizer-Favini       | Circolo Velico Marina di Massa       | 1964        |
| 34.              | 2002 | spremenljiv  | Uniflair               | Cilenti-Bressani    | Circolo della Vela Venezia           | 1969        |
| 35.              | 2003 | brezvetrje   | Alfa Romeo             | Neville Crichton    | Cruising Yacht Club Australia        | 1961        |
| 36.              | 2004 | jugo         | Alfa Romeo             | Neville Crichton    | Cruising Yacht Club Australia        | 1960        |
| 37.              | 2005 | burja        | Trieste Provincia di   | Lorenzo Bressani    |                                      | 1750        |
| 38.              | 2006 | levante      | Alfa Romeo 2           | Neville Crichton    | Cruising Yacht Club Australia        | 1780        |
| 39.              | 2007 | burja        | Alfa Romeo 2           | Neville Crichton    | Cruising Yacht Club Australia        | 1841        |
| 40.              | 2008 | lebič        | Alfa Romeo 2           | Neville Crichton    | Cruising Yacht Club Australia        | 1909        |
| 41.              | 2009 | maestral     | Maxi Jena              | Mitja Kosmina       | Jahtni klub                          | 1782        |
| 42.              | 2010 | burja        | Esimit Europa 2        | Igor Simčič         | Yacht Club de Monaco                 | 1855        |
| 43.              | 2011 | burja        | Esimit Europa 2        | Igor Simčič         | Yacht Club de Monaco                 | 1763        |
| 44.              | 2012 | brezvetrje   | Esimit Europa 2        | Jochen Schümann     | Yacht Club de Monaco                 | 1737        |
| 45.              | 2013 | brezvetrje   | Esimit Europa 2        | Jochen Schümann     | Yacht Club de Monaco                 | 1657        |
| 46.              | 2014 | brezvetrje   | Esimit Europa 2        | Igor Simčič         | Yacht Club de Monaco                 | 1878        |
| 47.              | 2015 | burja        | Robertissima III       | Vasco Vascotto      | Yacht Club Costa Smeralda            | 1681        |
| 48.              | 2016 | burja        | Alfa Romeo             | Furio Benussi       | Yacht Club Adriaco                   | 1758        |
| 49.              | 2017 | burja        | Spirit of Portopiccolo | Furio Benussi       | Yacht Club Portopiccolo              | 2101        |
| 50.              | 2018 | burja        | Spirit of Portopiccolo | Furio Benussi       | Yacht Club Portopiccolo              | 2689        |
| 51.              | 2019 | brezvetrje   | Way of Life            | Gašper Vinčec       | Sailing Planet                       | 2015        |
| izbrisana izdaja |      |              |                        |                     |                                      |             |
| 53.              | 2021 | burja        | Arca SGR               | Furio Benussi       | Yacht Club Adriaco                   | 1650        |
| 54.              | 2022 | burja        | Deep Blue              | Wendy Schmidt       | New York Yacht Club                  | 1614        |
| 55.              | 2023 | rahla sapica | Arca SGR               | Furio Benussi       | Yacht Club Adriaco                   | 1773        |
| 56.              | 2024 | lebič        | Arca SGR               | Furio Benussi       | Yacht Club Adriaco                   | 1757        |